# トイレキッズ
『トイレキッズ』は、1992年3月6日にメディアリングから発売されたPCエンジン用のシューティングゲーム。

## 概要
排便、尻、糞便、尿、性器など、肛門期的モチーフが盛り込まれた低年齢向けシューティングゲーム。「サンポール」、「ブルーレット」といった実在のトイレ用品がコラボレーションアイテムとして正式に作中に使用されており、エンディングには小林製薬、アース製薬、ライオン、大日本除虫菊などの名前が並んでいる。

## ストーリー
主人公の大介はオムツが取れない3歳児。ある日トイレに行ったところ、子供のオムツ離れを阻む「ウンピ大王」によってトイレに引きずり込まれてしまう。大介はウンピ大王を倒してオムツから卒業すべく、友達の花子とともに戦いを挑む。

## スタッフ
- プロデューサー：松木吉彦
- サブ・プロデューサー：菅原尚志
- ディレクター：井関靖典
- 企画：さとうひろ
- グラフィック：HAGICHAN
- 音楽：T's MUSIC
- プログラム：POMOO PETARO
- サウンド・ドライバー：YODA-P KIKAKU（中村宏）
- スペシャル・サンクス：小林靖彦、奈切美香、こじまゆかり、あそうかつゆき、みやさとる
- 協力：小林製薬株式会社、アース製薬株式会社、ライオン株式会社、大日本除虫菊株式会社

## 評価
- ゲーム誌『ファミコン通信』の「クロスレビュー」では合計26点（満40点）[2]、『月刊PCエンジン』では70・70・65・80・75の平均72点（満100点）、『PC Engine FAN』の読者投票による「ゲーム通信簿」での評価は以下の通りとなっており、18.68点（満30点）となっている[1]。また、この得点はPCエンジン全ソフトの中で424位（485本中、1993年時点）となっている[1]。同雑誌1993年10月号特別付録の「PCエンジンオールカタログ'93」では「プレイしているだけで臭い」、「全編が下ネタであふれているシューティング。キャラも下品を極めている」と紹介されている[1]。

| 項目 | キャラクタ | 音楽 | 操作性 | 熱中度 | お買得度 | オリジナリティ | 総合  |
| 得点 | 3.00       | 2.91 | 3.32   | 3.05   | 2.68     | 3.68           | 18.68 |

- ゲーム本『悪趣味ゲーム紀行』（1999年、マイクロデザイン出版局）では、「（ストーリーに関して）こういうことは誰もが考えても普通やらないことをあえてやってしまった所に価値があると思いますが、常識で考えて会社に理性があるならまず止めます。一体誰がこれをやろうと言い出したんでしょうか」、「（タイアップに関して）後にも先にもこんな会社とタイアップかけるゲームはこれだけじゃないでしょうか。一体なんのメリットがあったんでしょう、発売時にはサンポールにゲームの広告でも入っていたんでしょうか。全くこれだけの行動力が何故ゲームの内側に向かなかったんでしょうか」、「メディアリングといったらあの『ゼロヨンチャンプ』の会社です。操作からして既存のレースゲームの束縛から解放されたかのような自由な発想が素晴らしいゲームだったのですが、新鮮な発想が暗黒面に向かっていったのがこのゲームなのでしょうか」と評している[3]。